# Advanta Championships Philadelphia 1999 - Doppio
Il doppio del torneo di tennis Advanta Championships Philadelphia 1999, facente parte del WTA Tour 1999, ha avuto come vincitrici Lisa Raymond e Rennae Stubbs che hanno battuto in finale Chanda Rubin e Sandrine Testud con il punteggio di 6–1, 7–6.

## Teste di serie
1. Lindsay Davenport /  Corina Morariu (semifinali)
2. Lisa Raymond /  Rennae Stubbs (campionesse)

1. Alexandra Fusai /  Nathalie Tauziat (quarti di finale)
2. Irina Spîrlea /  Caroline Vis (quarti di finale)

## Tabellone

### Legenda
| - Q = Qualificato - WC = Wild card - LL = Lucky loser | - ALT = Alternate - SE = Special Exempt - PR = Protected Ranking | - w/o = Walkover - r = Ritirato - d = Squalificato |